# Рабочее движение
Рабо́чее движе́ние может пониматься двояко:
- в широком смысле, рабочее движение — социальные массовые движения наёмных рабочих (пролетариат) и их семей в странах с развивающейся или развитой промышленностью с целью достижения эмансипации рабочего класса или какого-либо конкретного улучшения условий жизни и труда, особенно путём борьбы за принятие законов, регулирующих трудовые отношения. К этому определению можно отнести также общественные беспорядки, акции протеста, стихийные забастовки и другую неорганизованную деятельность как средство экономической или политической борьбы с классом эксплуататоров и обслуживающей его интересы властью.
- в более узком смысле, рабочее движение — это организационное сплочение рабочих с целью улучшения своего социального положения и завоевания политических прав.

Кроме рабочих, в рабочем движении могут участвовать представители высших классов и различные политические группы.

## Организационные формы
Рабочее движение в более узком смысле, что особенно характерно для Центральной Европы, состоит из следующих основных типов:
1. Профсоюзы являются представителями интересов работников предприятий и, среди прочего, добиваются повышения зарплат и улучшения условий труда.
2. Рабочие партии как политические организации. Часто имеют марксистские (социалистические, социал-демократические или коммунистические партии) или анархистские корни.
3. Товарищества (например, потребительские, строительно-долевые) как организации взаимопомощи.
4. Досуговые и образовательные объединения; например, образовательные, спортивные и садоводческие объединения для рабочих.

Само профсоюзное движение может приобретать тред-юнионистские или синдикалистские формы. Изначально британский тред-юнионизм выдвигал чисто экономические требования, не ставя перед собой цель революционных (и политических вообще) преобразований. Соответственно, основой тред-юнионизма как стратегии в последующем профсоюзном движении стала ориентация на реформистские способы достижения своих требований в рамках капиталистической системы. В противовес ему в конце XIX века возник синдикализм, ставящий своей целью революционное свержение или преодоление капитализма и видящий профсоюзы как главную и независимую форму организации рабочего класса; в настоящее время имеет несколько разновидностей: марксистский, социал-демократический, корпоративный синдикализм, а также анархо-синдикализм.

## Истоки
Хотя первая известная нам забастовка случилась ещё в XII веке до н. э. в Древнем Египте, где бастовали строители фараона Рамсеса III, но об организованном рабочем движении можно говорить только после появления индустриального рабочего класса в результате промышленной революции в Англии и следом в других странах Европы.
Центральной предпосылкой возникновения рабочего движения и его организаций был общий для рабочих социальный, экономический и политический опыт. Сюда относится в первую очередь опыт работы на промышленных предприятиях и внутрипроизводственное соотношение классовых сил, а также опыт жизни в пролетарских кварталах быстро растущих городов. Становление промышленности сопровождалось произволом фабрикантов по отношению к своим рабочим, стремящихся выжать максимум прибыли из своего производства с минимальными убытками. На заре индустриализации отсутствовало какое-либо трудовое законодательство, и рабочие были вынуждены работать более 12 часов в день, а сами фабриканты в условиях механизации производства предпочитали использовать дешевый детский труд.
Прологом к рабочему движению послужило разрушение машин луддитами в Англии во время промышленной революции, которой предшествовал упадок в сельском хозяйстве и массовое переселение людей из сел в города. В машинах, с их высокой производительностью, рабочие видели своих главных конкурентов на рынке труда. Само название «луддиты» произошло от англичанина Неда Лудда, который в 1779 г. разрушил ткацкий станок. Позднее рабочие поняли, что не машины являлись их врагом, но способ их использования, и тогда их гнев обратился в сторону работодателей. Позднее это привело к появлению профсоюзного движения (синдикализма) как движения сопротивления капиталу.
Реакцией английского правительства стало запрещение каких-либо рабочих объединений. В истории рабочего движения был период преследований и работы в подполье. В 18-м и начале 19-го вв. группы рабочих, например, «толпаддлские мученики» в Толпаддле, Дорсет, Англия, подвергались наказаниям и высылались в колонии, что было незаконным в то время.
В первые десятилетия индустриализации условия жизни рабочих существенно ухудшились:
- продолжительность рабочего дня увеличилась;
- заработная плата уменьшилась;
- повсеместно распространилось использование детского труда;
- отсутствовала система выплат работникам по болезни, вынужденному простою или при выходе на пенсию.

Это стало причиной возникновения профсоюзов, в которых объединялись рабочие одной отрасли для защиты своих социальных завоеваний посредством забастовок. Рабочие основывали общества взаимной помощи, располагающими общественными кассами, финансируемыми из членских взносов.
Важнейшей целью раннего рабочего движения было обеспечение достойного человеческого существования, для чего выдвигались требования установить минимальный размер оплаты труда, 8-часовой рабочий день, пятидневку, введение охраны труда, защиты от увольнений, пособий по болезни и безработице. Достижение этих целей происходило медленно, путём переговоров, общественной деятельности, а также забастовок.
В 1834 г. в Великобритании образовался Большой Тред-Юнион (включающий в себя отраслевые профсоюзы), в котором вступительные взносы для новых членов были завышены.
В течение 1830-х и 40-х гг. образуются рабочие объединения в странах континентальной Европы, прежде всего в Германии, Франции, Испании и Бельгии. Рабочее движение в большинстве промышленных стран действовало также через другие организации, например, кооперативы.
В 1838 и 1848 гг. британское рабочее движение перешло к политической деятельности — чартизму (движение в Англии, которое осуществляло давление на парламент путём подачи подписей в поддержку хартий, в которых требовались определенные гражданские права. В одной из этих хартий от 1838 г. содержалась демократическая программа, основанная на всеобщем праве голоса для мужчин). Требуя всеобщего избирательного права, чартисты организовывали забастовки, но это движение потерпело неудачу по причинам репрессий со стороны государства, внутренних разногласий и поражения революций 1848 г. в Европе.
Рабочие объединялись в республиканские и левые организации, добиваясь права голоса для мужчин. После революций 1848 г. под влиянием социалистических идей стали появляться классовые рабочие партии.

## Рабочее движение и социализм
Развитие рабочего движения также тесно связано с открытой баррикадной борьбой во время революций в 1840-е гг. в различных европейских странах. Как раз в это время возникает современная форма социализма, известного своей радикальной критикой капиталистической системы и идеей о создании модели общества, в котором собственность и средства производства являются коллективными, а также о том, что рабочий класс является движущей силой этих преобразований.
Одной из самых значительных концепций, на которой основывалось развитие рабочего движения, была концепция классовой борьбы. Эта борьба возникает из осознания рабочих того, что они принадлежат к особому социальному классу, отличающемуся от класса господ, и который может улучшить условия своей жизни путём борьбы. Забастовка была основным оружием в классовой борьбе, в которой рабочие могли добиваться выполнения хозяевами их требований путём демонстрации своей силы, способной парализовать промышленное производство.
Социалистическое рабочее движение сложилось в середине девятнадцатого века при активном участии основателей марксизма Карла Маркса, Фридриха Энгельса, а также анархистов Пьера Жозефа Прудона и Михаила Бакунина.
Создание Первого Интернационала произошло по инициативе английских тред-юнионов и французских рабочих, находившихся под влиянием идей Прудона. Лозунгом Первого Интернационала стала фраза «Пролетарии всех стран, соединяйтесь!», которая стала впоследствии девизом всего социалистического рабочего движения.
Фердинанд Лассаль в 1863 г. из «Немецкого союза» и «Общегерманского рабочего объединения» (нем. Allgemeiner Deutscher Arbeiterverein — ADAV) организовал первую рабочую партию Германии, пока ещё на принципах товарищеской взаимопомощи. Вильгельм Либкнехт и Август Бебель, ведущие члены Объединительного съезда германских рабочих организаций, структуры, конкурирующей с ADAV, основали в 1869 г. Социал-демократическую рабочую партию (SDAP) на основе марксистской идеологии. В 1875 г. в Готе ADAV и SDAP объединились в Социалистическую рабочую партию Германии (Sozialistische Arbeiterpartei — SAP), из которой в 1890 г. возникла Социал-демократическая партия Германии (СДПГ) (нем. Sozialdemokratische Partei Deutschlands — SPD). В конце 19-го в. и в начале 20-го в. социал-демократия в Германии и в большинстве других стран была ещё тесно связана с рабочим движением и имела четкие марксистские позиции.
В некоторых англосаксонских странах (Великобритания, Австралия и др.) рабочее движение делится на «политическое крыло» и «промышленное крыло». В Великобритании это Лейбористская партия и Конгресс профсоюзов (англ. Trade Unions Congress — TUC) соответственно. Лейбористская партия была образована в 1899 г. решением TUC и называлась тогда Комитетом представителей труда, хотя после избрания Тони Блэра главой Лейбористской партии в 1994 г. связь между профсоюзами и партией значительно ослабла.
Мировое рабочее движение, особенно в Европе и позднее в Северной Америке, получило новый импульс развития в конце 19-го и начале 20-го вв. из традиции католического учения об обществе, начавшейся в 1891 г. с издания основополагающего документа папы Льва XIII «Rerum Novarum», известного также под названием «Об условиях жизни рабочего класса», в которых папа говорит о необходимости целого ряда реформ, включающих ограничение продолжительности рабочего дня, установление минимального размера оплаты труда, запрет детского труда, право на создание рабочих организаций и обязанность государства регулировать условия труда.
В начале 20-го в. существовали, кроме того, социал-демократические, церковные, а также социалистические, коммунистические и анархистские объединения рабочих женщин. К их наиболее известным основателям относятся Роза Люксембург, Клара Цеткин, Луиза Циц и Мари Юхач. Апогея в своем развитии рабочее движение достигло в период между мировыми войнами, отчасти приняв характер контркультуры, например, в «Красной Вене» или Швеции. Сеть организаций с направленностью от защиты детства и молодежи до учреждений ритуальных услуг, от рабочих спортивных, велосипедных и туристических объединений до потребительских товариществ объединяла в себе значительную часть рабочего класса. В рабочих домах-коммунах были сконцентрированы политические, образовательные и экономические функции. После установления фашистских режимов пришел конец оптимистическому настрою в рабочем движении. После 1945 г. была попытка возродить рабочее движение в Европе, но с начавшейся эпохой благосостояния в большинстве западноевропейских стран оно сильно вульгаризовалось и деидеологизировалось.
Во всем мире деятельность рабочего движения послужила началом проведения реформ и признания во многих странах прав работников на 2-дневный выходной, установленный МРОТ, оплачиваемый отпуск и 8-часовой рабочий день. Новейшая история знает многих рабочих активистов, добившихся от работодателей и государства революционных изменений, и эти социальные завоевания считаются сейчас основополагающими. Например, Мэри Харрис Джонс, более известная как Мать Джонс, и Национальный католический совет благосостояния сыграли главную роль в кампании по запрету детского труда в США в начале 20-го в. Активное и свободное рабочее движения признается даже буржуазными идеологами как важный элемент демократии и считается полезным для экономики.
Исторически рынки труда часто находились в пределах границ национальных государств, что ограничивало развитие рабочего движения. Законы о труде также издавались отдельно в каждом государстве и имели свой национальный характер. Международная организация труда (МОТ) предпринимает попытки принять серию международных стандартов в области труда, но возможности принятия этих норм в условиях национальных законодательств ограничены.
С ростом объёмов международной торговли и влияния транснациональных компаний рабочее движение сталкивается с необходимостью международного сотрудничества. Появилось несколько международных профсоюзных организаций для более эффективного заключения международных соглашений, для обмена информацией и ресурсами.
Что касается бывших социалистических стран, то их правительствами поддерживается диалог между наиболее влиятельными профсоюзными организациями (в России — ФНПР) и различными объединениями работодателей. Эта форма взаимодействия подвергается критике за то, что она ориентирует экономическое развитие в пользу работодателей, избегая радикализации рабочего движения и использования забастовок как средства защиты своих прав, вместо этого снижая уровень зарплат, удлиняя рабочий день и сокращая права работников.
Международный день труда празднуется 1 мая в память о рабочих-анархистах, «Хеймаркетских мучениках», убитых 1 мая 1886 г. на Сенном рынке в Чикаго на демонстрации за восьмичасовой рабочий день. В этот день профсоюзы и рабочие партии всего мира проводят митинги, демонстрации, манифестации и маевки.